# Дюсяново
Дюся́ново (баш. Дүсән) — село в Бижбулякском районе Башкортостана, входит в состав Биккуловского сельсовета.

## Географическое положение
Находится в месте впадения реки Чакмагуш в реку Дёма.
Расстояние до:
- районного центра (Бижбуляк): 28 км,
- центра сельсовета (Биккулово): 7 км,
- ближайшей ж/д станции (Приютово): 68 км.

## Население
| 2002 | 2009 | 2010 |
| ---- | ---- | ---- |
| 496  | ↘483 | ↘413 |

### Национальный состав
Согласно переписи 2002 года, преобладающая национальность — татары (74 %).

## Религия
В селе есть мечеть.

## Известные уроженцы
- Хакимов, Карим Абдрауфович (Красный паша) (1890—1938) — советский дипломат, арабист.